# The Lady from Shanghai
The Lady from Shanghai (bra: A Dama de Shanghai; prt: A Dama de Xangai) é um filme estadunidense de 1948, do gênero policial em estilo de filme noir, dirigido por Orson Welles. O roteiro é baseado na obra If I Die Before I Wake, de Sherwood King.

## Sinopse
The Lady from Shanghai conta a história narrada e protagonizada por Michael O'Hara, envolvido em um caso escabroso por uma loira misteriosa, Elsa, por quem se apaixonara. Elsa e o marido, o famoso promotor criminal Arthur Bannister, chegam a Nova Iorque de Xangai. Seguem viagem para São Francisco, via Canal do Panamá, a bordo do barco de Michael.
Durante a viagem, se junta ao casal o parceiro de Bannister, George Grisby. Grisby induz Michael a ajudá-lo a forjar sua morte para receber o seguro de vida. Michael planeja fugir com Elsa depois que Grisby lhe pagar a sua parte. Mas quando Grisby é encontrado morto, Michael é acusado do homicídio. No clímax do filme, acontece um tiroteio dentro de uma casa de espelhos em um parque de diversões.

## Elenco principal
- Rita Hayworth .... Elsa 'Rosalie' Bannister
- Orson Welles .... Michael O'Hara
- Everett Sloane .... Arthur Bannister
- Glenn Anders .... George Grisby
- Ted de Corsia .... Sidney Broome